# ليندون سميث
ليندون سميث (بالإنجليزية: Lyndon Smith)‏ هي ممثلة أمريكية، ولدت في 7 يونيو 1989.

## أعمال

### أفلام
- (2015) السر في أعينهم[4][5]

### مسلسلات
- جوي
- ذا ميدل
- التحقيق في موقع الجريمة
- كولد كيس
- هاواي فايف أو

## وصلات خارجية
- ليندون سميث على موقع IMDb (الإنجليزية)
- ليندون سميث على موقع روتن توميتوز (الإنجليزية)
- ليندون سميث على موقع ألو سيني (الفرنسية)
- ليندون سميث على موقع أول موفي (الإنجليزية)
- ليندون سميث على موقع قاعدة بيانات الفيلم (الإنجليزية)
- ليندون سميث على موقع كينوبويسك (الروسية)